# Frank Pastor
Frank Pastor (7 dicembre 1957) è un ex calciatore tedesco orientale, dal 1990 tedesco, di ruolo attaccante.
Con 110 marcature, è il quindicesimo miglior marcatore di tutti i tempi della DDR-Oberliga.

## Carriera

### Club
Iniziò la carriera nel 1976 con l'HFC Chemie. Con la squadra di Halle si fa notare come uno dei migliori attaccanti della Germania orientale. Nel 1984 passò alla Dinamo Berlino con cui vinse quattro DDR-Oberliga, due FDGB Pokal e il titolo di capocannoniere nella stagione 1986-1987.
Crollato il muro di Berlino, nel 1990 andò in Malaysia al FA Terengganu prima di approdare l'anno seguente in Austria al Wiener Sport-Club, a quel tempo militante in seconda divisione. Tra il 1992 e il 1994 giocò con l'Hallescher in Amateur-Oberliga dove giocò 37 partite andando a segno in 30 occasioni. Successivamente giocò per Hertha 03 Zehlendorf (29 presenze, 7 reti) e terminò la carriera nel 1996 con il Germania 90 Schöneiche.

### Nazionale
Con la Germania Est vanta sette partite giocate tra il 1983 e il 1987.

## Palmarès
- DDR-Oberliga: 4

Dinamo Berlino 1984-1985, 1985-1986, 1986-1987, 1987-1988
- Capocannoniere della DDR-Oberliga: 1

1987
- FDGB Pokal: 2

Dinamo Berlino: 1988, 1989